# Douglas Engelbart
Douglas "Doug" Carl Engelbart (30 tháng 1 năm 1925 – 2 tháng 7 năm 2013) là một nhà phát minh Hoa Kỳ, một người tiên phong về Internet. Ông được biết đến nhiều nhất với công trình liên quan tới tương tác người – máy, đặc biệt trong thời gian ông điều hành Phòng thí nghiệm Trung tâm Nghiên cứu Tăng cường của SRI International, nơi phát minh ra chuột máy tính,, phát triển siêu văn bản, máy tính kết nối mạng và những phác thảo ban đầu cho giao diện đồ họa người dùng.
Trong thời kỳ đầu của kỷ nguyên máy tính, ông đã là người đề xướng mạnh mẽ và tận tụy cho việc sử dụng máy tính và mạng máy tính để giải quyết những bài toán ngày càng khẩn thiết và phức tạp của thế giới, đồng thời không ngừng cổ vũ cho ý tưởng về máy tính cá nhân sử dụng rộng rãi cho mọi người. ông đã nhận được nhiều sự vinh danh cho những đóng góp của mình, trong đó có Giải thưởng Turing năm 1997 và Huy chương Công nghệ Quốc gia từ Tổng thống Hoa Kỳ năm 2000.

## Tuổi trẻ và học tập
Engelbart sinh ra tại Portland, Oregon ngày 30 tháng 1 năm 1925, là con thứ hai trong ba người con của một gia đình có bố là người Đức, mẹ là người gốc Thụy Điển và Na Uy. Cha ông mất năm ông lên 9 hoặc mười tuổi, và gia đình chuyển sang vùng nông thôn Johnson Creek.Tốt nghiệp trường Trung học Franklin (Oregon), ông vào học tại Đại học Bang Oregon. Đang học dở thì vào cuối Chiến tranh thế giới thứ hai, ông nhận thông báo nhập ngũ, phục vụ trong hai năm ở Philippines với vai trò kỹ thuật viên radar. Sau chiến tranh, ông trở lại trường, nhận bằng cử nhân kỹ thuật điện năm 1948 và được nhận vào làm tại Hội đồng Tư vấn Quốc gia về Hàng không.

## Sự nghiệp

### Nghiên cứu tại UC Berkeley
Năm 1945, Engelbart đọc được trong một bài viết của Vannevar Bush, "As We May Think", một lời kêu gọi hành động để phổ biến kiến thức rộng rãi tới đông đảo dân chúng, một ý tưởng đã tác động mạnh tới ông. Ông cũng bắt đầu biết đến ngành máy tính mới xuất hiện hồi đó. Từ kinh nghiệm làm kỹ thuật viên radar, ông biết rằng thông tin có thể được phân tích và hiển thị trên một màn hình; ông có lẽ là một trong người sớm nhất thời bấy giờ mường tượng ra một viễn cảnh trong đó những người lao động trí óc làm việc trong các "trạm công tác", lướt trong không gian thông tin, xử lý chúng để cùng nhau giải quyết những bài toán quan trọng bằng những phương pháp, công cụ mạnh mẽ.
Ông theo học sau đại học tại Đại học California tại Berkeley, nhận bằng thạc sĩ năm 1953 và tiến sĩ chỉ hai năm sau đó, 1955. Thời gian này ông đã góp phần xây dựng Dự án Máy tính điện tử California CALDIC và nghiên cứu của ông về sau được cấp một số bằng sáng chế. Ông được giữ lại giảng dạy ở Berkely nhưng sau một năm đã từ chức. Ông lập một công ty khởi nghiệp lấy tên là Digital Techniques để thương mại hóa nghiên cứu của ông về các thiết bị lưu trữ, nhưng cuối cùng từ bỏ kinh doanh để theo đuổi nghiên cứu mà ông ước mơ từ lâu.

### SRI và ARC
Engelbart nhận một vị trí nghiên cứu tại Viện Nghiên cứu Standford (SRI, nay là SRI International) ở Menlo Park, California năm 1957. Ban đầu ông nghiên cứu trên lĩnh vực thiết bị từ và thu nhỏ thiết bị điện tử dưới quyền Hewitt Crane. Ở SRI, ông nhận được tới hơn một tá bằng phát minh. Năm 1962, ông đăng một báo cáo mang tên "Tăng cường Trí tuệ Con người: Một Khuôn khổ Quan niệm", trình bày chiến lược và lộ trình nghiên cứu của mình những năm về sau.
Báo cáo này đã thu hút sự chú ý của DARPA (Cục Các dự án Nghiên cứu Phòng thủ Tiên tiến Hoa Kỳ), họ quyết định đầu tư cho ông thành lập Trung tâm Nghiên cứu Tăng cường (Augmentation Research Center, ARC) thuộc SRI. Ông và nhóm nghiên cứu của mình đã phát triên những yếu tố giao diện máy tính cơ bản như màn hình bản đồ bit, chuột, siêu văn bản, các công cụ cộng tác, và những sản phẩm báo trước giao diện đồ họa người dùng. Đáng chú ý là vào những năm 1960 khi ông phát triển và hiện thực hóa những ý tưởng mới mẻ này, máy tính vẫn cách rất xa chưa tới cách mạng máy tính cá nhân. Khi đó hầu hết mọi người đều không làm việc bên máy tính, chỉ có thể sử dụng qua các thiết bị trung gian và phần mềm có xu hướng được viết cho các ứng dụng dọc trong các hệ thống tương thích.
Năm 1967 ông đăng ký bằng phát minh cho chuột máy tính và nhận được cấp phép năm 1970 (Bằng sáng chế Hoa Kỳ số 3.541.541). Đó là một thiết bị mà ông cùng Bill English phát triển, gồm một vỏ bằng gỗ với hai bánh xe kim loại. Bằng phát minh gọi nó là "một chỉ dấu vị trí X-Y cho một hệ thống hiển thị". Nhóm của ông đã gọi nó là "chuột" vì sợi dây đi ra phía cuối thiết bị như một cái đuôi. Họ cũng gọi con trỏ chuột là một con "bọ" nhưng thuật ngữ này không được sử dụng về sau.

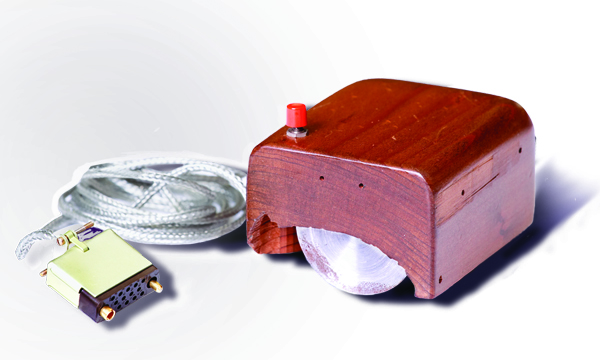
Bản nguyên mẫu đầu tiên của chuột máy tính, do Bill English thực hiện dựa trên thiết kế của Engelbart

Ông chưa bao giờ nhận được tiền bản quyền cho phát minh về chuột của mình. Trong một bài phỏng vấn, ông nói rằng "SRI đã đăng ký sáng chế chuột, nhưng họ thực sự không có ý tưởng nào về giá trị của nó. Vài năm sau người ta biết rằng họ đã cấp phép nó cho Apple với một khoản tiền cỡ 40 nghìn đô la". Trong một sự kiện có thể coi là "ngày ra đời" chính thức của điện toán cá nhân về sau được gọi là Mẹ của Mọi buổi thuyết trình (Mother of All Demos), ngày 19 tháng 12 năm 1968 Engelbart đã giới thiệu trên sân khấu Brooks Hall ở San Francisco về NLS (oNLine System), giải pháp phần mềm và phần cứng bao gồm một loạt các sáng chế của ông thời gian qua và trình bày viễn cảnh của ông về thời đại máy tính cá nhân và mạng máy tính.

### ARPANET
Trung tâm ARC của Engelbart cũng góp một phần quan trọng vào sự xuất hiện của ARPANET, tiền thân của Internet. Đường liên kết ARPANET ổn định đầu tiên được thành lập giữa UCLA và IMP ở SRI ngày 21 tháng 11 năm 1969 và ngày 5 tháng 12 mở rộng thành mạng 4 nút đầu tiên với sự tham gia của Đại học California tại Santa Barbara và Đại học Utah. ARC trở thành Trung tâm Thông tin Mạng (NIC) đầu tiên trên thế giới, quản lý thư mục kết nối cho tất cả các nút ARPANET. ARC cũng tham gia vào những bước chuyển đổi từ ARPANET lên Internet tuy nhiên về sau Engelhart chuyển trọng tâm sang những nghiên cứu cách tân mới hơn, và NIC tách ra thành một đơn vị riêng.

### Chặng cuối sự nghiệp
Engelbart dần bị rơi vào quên lãng từ sau năm 1976. Tu chính án Mansfield (1969), sự kết thúc Chiến tranh Việt Nam và chương trình Apollo đã làm cho nguồn kinh phí hỗ trợ của ARC từ DARPA và NASA giảm mạnh. Một số nhà nghiên cứu của trung tâm ông xa lánh ông, bỏ tới một trung tâm công nghệ mới nổi là Xerox PARC. Về mặt triết lý, ông chịu ảnh hưởng mạnh bởi nguyên lý về tính tương đối ngôn ngữ (hay giả thuyết Sapir-Whorf), tin vào quan hệ quy định lẫn nhau trong sự phát triển song hành giữa phát triển công nghệ và cách xử lý thông tin. Do đó ông dành hết sức lực để phát triển những công nghệ dựa trên máy tính để xử lý thông tin trực tiếp, tìm cách cải thiện những quy trình nhóm và riêng lẻ, hướng tới tương lai của điện toán kết nối, cộng tác (máy chủ-khách). Đây không phải là điều mà nhiều lập trình viên trẻ bấy giờ ưa thích. Cuối cùng, ông tham gia vào hội đồng điều hành chương trình Đào tạo Chuyên đề Erhard và ARC cũng có liên hệ, chương trình này gây ra những tranh cãi về xã hội, đạo đức và làm rạn nứt mối quan hệ nội bộ của ARC.
Những người điều hành SRI vốn không tán thành Engelbart, đã thôi chức giám đốc ARC của ông năm 1976. Người được chọn thay thế, Bertram Raphael đã tìm cách để chuyển giao phòng thí nghiệm cho một công ty tên là Tymshare. Thời gian này, nhà của ông ở Atherton, California bị cháy rụi gây cho ông và gia đình thêm nhiều khó khăn. Tymshare thu nhận hầu hết toàn bộ cơ sở vật chất và nhân lực của chương trình NLS, nhận Engelbart làm nghiên cứu viên cao cấp. NLS được đổi tên thành Augment và trở thành một dịch vụ thương mại. Mặc dù cảm thấy bị gạt ra ngoài lề, Engelbart vẫn cố gắng tiếp tục theo đuổi những nghiên cứu của mình. Một trong những ý tưởng của ông bấy giờ liên quan quản lý thông tin và tri thức trong vòng đời của một chương trình không gian vũ trụ, phục vụ tham vọng sâu xa của ông về một cánh cổng công nghệ thông tin cho khả năng liên tương tác toàn cầu và một hệ thống siêu văn bản mở. Những người điều hành công ty không bao giờ chịu đầu tư kinh phí nghiên cứu cho các ý tưởng của ông, và cuối cùng năm 1986 ông xin nghỉ hưu, quyết định theo đuổi nghiên cứu không chịu áp lực thương mại.

### Hoạt động độc lập
Kết hợp với con gái là Christina Engelbart, năm 1988 ông thành lập Viện Khởi động (Bootstrap Institute) để liên kết những ý tưởng của mình vào một chuỗi những khóa chuyên đề quản lý dài ba ngày rưỡi ở Đại học Standford liên tục trong những năm 1989 – 2000. Nhiều sinh viên sau đại học chịu ảnh hưởng của những bài giảng này đã dấn đến sự quan tâm tăng lên cho công trình của ông, và Liên minh Khởi động được thành lập như một tổ chức phi lợi nhuận cho nỗ lực này. Mặc dù cuộc chiến tranh vùng Vịnh và sự suy thoái sau đó đã làm suy giảm sự ủng hộ của các đối tác, ông và tổ chức của mình vẫn tiến hành các buổi chuyên đề, tham vấn và hợp tác quy mô nhỏ, và đôi khi nhận được kinh khí từ DARPA cho các chương trình như cải tiến Augment và quản lý thông tin cho các chương trình phối hợp lực lượng.
Năm 1995, Viện Khởi động đổi tên thành Viện Doug Engelbart, với mục đích khuyến khích phát triển ý tưởng triết lý của ông về IQ Tập thể, hay cách con người hợp tác để giải quyết vấn đề nhanh chóng. Các quan niệm chính của ông trong lĩnh vực này được in thành sách, cuốn Boosting Our Collective IQ năm 1995. Gần đây Engelhart vẫn tiếp tục hoạt động nghiên cứu. Năm 2005 ông nhận kinh phí từ Quỹ Khoa học Quốc gia cho dự án nguồn mở HyperScope. Ông tham gia vào các hội đồng tư vấn của nhiều trường đại học và trung tâm nghiên cứu, công ty công nghệ như Đại học Santa Clara, Viện Forrsight, Hyperwords.

## Vinh dự và giải thưởng
Từ cuối những năm 1980, nhiều cá nhân và tổ chức nổi tiếng bắt đầu công nhận tầm quan trọng sâu sắc trong những đóng góp của Engelbart. Tháng 12 năm 1995, tại Hội nghị World Wide Web lần thứ tư tại Boston, ông là người nhận được Kỷ niệm chương Yuri Rubinsky lần đầu tiên. Năm 1997 ông được nhận Giải thưởng Lemelson-MIT trị giá nửa triệu đô la, giải thưởng dành cho phát minh và cách tân công nghệ lớn nhất thế giới, và Giải thưởng Turing của Hiệp hội Cơ khi Tính toán Hoa Kỳ (ACM). Đánh dấu kỉ niệm 30 năm buổi trình diễn lịch sử năm 1968, vào năm 1998 Cục Lưu trữ Thung lũng Silicon Standford và Viện Tương lai tổ chức hội thảo Cuộc cách mạng không ngừng của Engelbart ở Thính đường Tưởng niệm Đại học Standford để vinh danh ông.
Năm 1999 ông nhận Huân chương Benjamin Franklin cho Khoa học Máy tính và Nhận thức của Viện Franklin. Đầu năm 2000, nhờ nhiều người ủng hộ và tài trợ, Engelbart tiến hành chương trình Hội thảo Engelbart ở Standford nhằm công bố các công trình của ông tới khán giả rộng rãi (bao gồm cả trực tiếp và online).
Tháng 12 năm 2000, Tổng thống Bill Clinton trao tặng cho Engelbart Huy chương Công nghệ Quốc gia, giải thưởng công nghệ cao quý nhất của Hoa Kỳ. Năm 2001 ông nhân Huy chương Lovelace của Hiệp hội Máy tính Anh.
Ngày 9 tháng 12 năm 2008, một buổi lễ lớn được tổ chức ở Standford nhân dịp 40 năm buổi trình bày "Mother of All Demos" để vinh danh ông. Năm 2011, tên ông được đưa vào Sảnh danh vọng về Trí tuệ Nhân tạo của IEEE.

## Gia đình
Ông lấy bà Ballard năm 1950, họ có bốn người con: Gerda, Diana, Christina (hiện điều hành Viện Doug Engelbart), Norman. Sau khi bà Ballard mất năm 1997, ông tái hôn ngày 26 tháng 1 năm 2008 với nhà văn, nhà sản xuất phim Karen O'Leary Engelbart.

## Qua đời
Engelbart qua đời ở Atherton, California ngày 2 tháng 7 năm 2013, do suy thận, sau khi trải qua những năm đấu tranh với bệnh Alzheimer kể từ 2007. Ông để lại người vợ thứ hai, 4 người con và 9 người cháu.